# Seelhausen
Seelhausen ist eine moderne Wüstung, die sich nordöstlich von Delitzsch an der Grenze von Sachsen zu Sachsen-Anhalt befand und 1987 dem Braunkohleabbau durch den Tagebau Goitzsche zum Opfer fiel. Heute erinnert nur noch der Seelhausener See an das einstige Dorf.

## Geographische Lage
Die Flur des ehemaligen Orts Seelhausen liegt heute im Seelhausener See südlich des Großen Goitzschesees. Sie befindet sich im Landkreis Nordsachsen im Freistaat Sachsen an der Grenze zum Land Sachsen-Anhalt. Der heutige Seelhausener See gehört im Unterschied zum Ort auch zu einem Teil zu Sachsen-Anhalt.

## Geschichte
In Seelhausen, das bis 1815 der zum kursächsischen Amt Delitzsch gehörte, besaßen die Herren von Schönfeld auf Löbnitz ein Vorwerk und waren die Gerichtsherren. Durch die Beschlüsse des Wiener Kongresses kam Seelhausen zu Preußen und wurde 1816 dem Kreis Delitzsch im Regierungsbezirk Merseburg der Provinz Sachsen zugeteilt, zu dem es bis 1952 gehörte. Im Zuge der Kreisreform in der DDR 1952 wurde Seelhausen dem neu zugeschnittenen Kreis Delitzsch im Bezirk Leipzig zugeteilt.
Am 1. Dezember 1973 erfolgte die Eingemeindung in den südlichen Nachbarort Sausedlitz. Mit der Erweiterung des nördlich gelegenen Tagebaus Goitzsche, Abbaufeld Rösa, wurde die Gemeinde Sausedlitz mit Seelhausen im Jahr 1980 zum Bergbauschutzgebiet erklärt. Die MIBRAG kaufte 1983 erzwungenermaßen Wald- und Ackerflächen auf. Wegen des geplanten Braunkohleabbaus begann 1986 in Sausedlitz und Seelhausen die Umsiedlung der Bewohner. Während Seelhausen im darauf folgenden Jahr überbaggert (devastiert) wurde, blieb Sausedlitz aufgrund der politischen Wende und der damit einhergehenden Änderung der Energiepolitik dieses Schicksal zum größten Teil erspart. Am 1. März 1994 wurde Sausedlitz in die Gemeinde Löbnitz eingegliedert, wodurch die Seelhausener Flur seitdem zu Löbnitz gehört.

### Seelhausen heute
Nach der im Jahr 2000 begonnenen und 2005 beendeten Flutung des Tagebaurestlochs Seelhausen befindet sich die Flur des Orts in dem nach dem Ort benannten Seelhausener See.